# TV Okey
TV Okey – malezyjska stacja telewizyjna. Została uruchomiona w 2018 roku.